# كريكيون موندي
كريكيون موندي (الاسم العلمي:Corycium mundii) هو نوع من النباتات يتبع جنس الكريكيون من الفصيلة السحلبية.